# Аријана Гранде
Аријана Гранде Бутера (енгл. Ariana Grande-Butera; Бока Ратон, 26. јун 1993) америчка је певачица, текстописац и глумица. Сматра се поп иконом, а запажена је као утицајна личност у популарној музици и као један од најистакнутијих вокала своје генерације због свог вокалног распона од четири октаве. Добила је бројна признања током своје каријере, као што су две награде Греми, једна награда Брит, две Билбордове музичке награде, три Америчке музичке награде, девет МТВ видео музичких награда, док је такође оборила и 35 Гинисових рекорда. Rolling Stone ју је сврстао међу најбоље певаче свих времена.
Каријеру је започела са 15 година улогом у бродвејском мјузиклу 13 (2008). Истакла се улогом Кет Валентајн у телевизијској серији Викторијус (2010—2013), док је 2011. потписала уговор са дискографском кућом Republic Records. Дебитантски студијски албум Yours Truly (2013) донео је успешан сингл The Way. Другим албумом, My Everything (2014), остварила је даљи успех и стекла статус светске звезде сингловима Problem, Break Free и Bang Bang. Трећим студијским албумом, Dangerous Woman (2016), добила је изузетно позитивне рецензије критичара и остварила комерцијални успех.
Лични животни проблеми утицали су на четврти и пети албум, Sweetener (2018) и Thank U, Next (2019). Први је освојио награду Греми за најбољи поп вокални албум, док је други оборио неколико рекорда за стриминг и био номинован за албум године. Успех је остварила и својим шестим албумом, Positions (2020). Оборила је рекорд за највећи број дебија у историји топ-листе Billboard Hot 100. Након краће музичке паузе, објавила је седми студијски албум Eternal Sunshine (2024). Вратила се глуми улогом у филму Не гледај горе (2021), као и улогом Глинде у филму Злица (2024).
Продала је преко 90 милиона примерака албума, што је чини једним од најпродаванијих музичара свих времена. Сви њени студијски албуми су добили платинасти сертификат или више њих од стране Америчког удружења дискографских кућа. Са више од 98 милијарди стримова, једна је од најстримованијих женских извођача свих времена и најстримованији женски извођач од 2021. Такође има велики број пратилаца на друштвеним мрежама, а са преко 380 милиона пратилаца, она је шеста најпраћенија особа на платформи Instagram и један од најпраћенијих музичара на платформама YouTube и Spotify. Billboard ју је прогласио женом године (2018) и најуспешнијим женским извођачем који је дебитовао 2010-их. Осим музике и филма, радила је и са многим добротворним организацијама и залагала се за права животиња и подизање свести менталном здрављу, као и родну, расну и равноправност ЛГБТ+ особа. Године 2021. покренула је козметички бренд R.E.M. Beauty, а такође поседује и линију парфема која је зарадила преко милијарду долара у глобалној малопродаји.

## Детињство и младост
Аријана Гранде Бутера рођена је 26. јуна 1993. године у Боки Ратону. Она је ћерка Џоун Гранде, генералне директорке Hose-McCann Communications-а, произвођача комуникација и сигурносне опреме, рођене у Бруклину, и Едварда Бутере, власника фирме за графички дизајн у Боки Ратону. Грандеова је италијанског порекла и за себе је рекла да је италијанска Американка са сицилијанским и абруцешким коренима. Има старијег полубрата Френкија Грандеа, који је забављач и продуцент, а у блиским је односима са баком по мајци Марџори Гранде. Грандеина породица се преселила из Њујорка на Флориду пре њеног рођења, а родитељи су се раздвојили када је имала отприлике девет или десет година.
Као мало дете, Грандеова је наступала са Дечјим позориштем Форт Лодердејла, играјући своју прву улогу насловног јунака у њиховој верзији мјузикла Ени. Такође је наступала у њиховим мјузиклима Чаробњак из Оза и Лепотица и звер. Са осам година наступала је у караоке салону на крузеру и са разним оркестрима попут Филхармоније Јужне Флориде, Флорида Саншајн попс и Симфонијских оркестара, а свој први наступ на националној телевизији извела је певајући „Барјак искићен звездама” за Флорида Панетрсе. У то време похађала је школу Пајн Крест на Флориди, а касније и припремну школу Норт Броворд.

## Живот и каријера

### 2008—2012: Музички почеци и
Аријана Гранде-Бутера је рођена у Бока Ратону, Флорида, од Џоан Гранде, извршне службенице Hose-McCann Communications-а, компаније телефонских и алармних система, и Едварда Бутера, који поседује фирму графичког дизајна у Бока Ратону. Њено име је првобитно инспирисано принцезом Оријаном из Мачка Феликса (1959). Гранде је италијанског поријекла. Има старијег полубрата, Френкија Гранде, који је глумац, певач и продуцент, и веома је блиска са баком по мајци, Марџори Гранде. Породица Гранде се преселила из Њујорка у Флориду када је њена мајка била трудна са Аријаном, а родитељи су јој се развели када је имала око 8 до 9 година.
Као дете, Гранде наступа у дечијем позоришту у Форт Лодердејлу, игра своју прву улогу као Annie, наступа у мјузиклима, Чаробњаку из Оза и Лепотици и Звери. У узрасту од 8 година, наступала је на караокама на крузеру и са разним оркестрима као што су South Florida's Philharmonic, Florida Sunshine Pops и Symphonic Orchestras, а дебитовала је на националној телевизији певајући "Барјак искићен звездама" за Флорида пантерсе. Похађала је Pine Cest School и North Broward Preparatory School.
Са 13 година, почела је озбиљно да следи музичку каријеру, мада је и даље концентрисана на позориште. Када је први пута стигла у Лос Анђелес да се састане са својим менаџером, изразила је жељу да сними R&B албум када је имала 14 година: "Била сам као 'Желим да снимим R&B албум', они су као 'Хм, то је превелик циљ, ко ће да купи 14-огодишњи R&B албум?!'" 2008. године, Гранде је добила споредну улогу у мјузиклу 13 на Бродвеју, за коју је освојила награду National Youth Theatre Association Award. Када се придружила мјузиклу, Гранде је напустила средњу школу North Broward Preparatory School. Школа јој је послала материјале да може да студира са тутором. Такође је певала у џез клубу Birdland у Њујорк Ситију.

## У популарној култури
- Име Аријане Гранде је послужило као псеудоним за певачицу Сању Вучић на њеном гостовању у песми групе Бекфлеш „Горе доле”.[33][34]

## Филмографија
- Ванила горила (2013)
- (2016)
- Зулендер 2 (2016)
- (2020)
- (2021)
- Не гледај горе (2021)
- Злица (2024)
- Злица: Други део (2025)

## Театрографија
| Година | Продукција | Улога   | Место             |
| ------ | ---------- | ------- | ----------------- |
| 2008.  | 13         | Шарлот  | Бродвеј           |
| 2010.  |            | Миријам |                   |
| 2012.  |            | Снежана | Пасадена плејхаус |

## Дискографија
Студијски албуми
- (2013)
- (2014)
- (2016)
- (2018)
- (2019)
- (2020)
- Eternal Sunshine (2024)

## Турнеје

### Предводеће
- (2013)
- (2015)
- (2017)
- (2019)

### Промотивне
- (2018)

### Предгрупне
- Џастин Бибер — Believe Tour (2013)